# ケイト (モデル)
ケイト（1999年12月14日 - ）は、東京都出身の日本のファッションモデルである。スターレイプロダクションを経て、ボン・イマージュ所属

## 略歴
デンマーク人である格闘家のニコラス・ペタスと日本人の母の間に産まれた。3人姉妹の長女で、次女は同じくモデルの藤田エミリである。小学6年生の頃に「Girls Award」の会場でスカウトされ、芸能事務所に所属した。
2013年、ペタスケイトの名前で応募した講談社主催のミスiD2014でセミファイナリストに選出された。その後、ペタスケイトからケイトに改名した。
2014年、宝島社「CUTiE」12号の表紙を飾った。
2016年、「NYLON JAPAN」のレギュラーモデルとなった。
2020年、ボン・イマージュ所属。
2024年4月1日には結婚した。